# 2011年のGP2アジアシリーズ
2011年のGP2アジアシリーズは、GP2アジアシリーズの4回目のシーズン。

## 主なトピック
- ダラーラが供給するワンメイクシャシーが更新され、従来の「GP2/05」ではなく新車の「GP2/11」が投入される。GP2/11はGP2メインシリーズでも使用されることになっており、メインシリーズに先立って実戦にデビューした。
- タイヤサプライヤーも前年限りでF1から撤退したブリヂストンに代わり、同年よりF1にタイヤを供給するピレリに変更になった。

## スケジュールと勝者
| ラウンド | ラウンド | サーキット                                 | 開催国           | 開催日  | ポールポジション     | ファステストラップ   | 優勝者                 | 優勝チーム                   |
| -------- | -------- | ------------------------------------------ | ---------------- | ------- | -------------------- | -------------------- | ---------------------- | ---------------------------- |
| 1        | R1       | ヤス・マリーナ・サーキット                 | アラブ首長国連邦 | 2月11日 | ロマン・グロージャン | ジュール・ビアンキ   | ジュール・ビアンキ     | Lotus ART                    |
| 1        | R2       | ヤス・マリーナ・サーキット                 | アラブ首長国連邦 | 2月12日 |                      | ジュール・ビアンキ   | ステファノ・コレッティ | トライデント・レーシング     |
| -        | R1       | バーレーン・インターナショナル・サーキット | バーレーン       | 2月18日 | 中止                 | 中止                 | 中止                   | 中止                         |
| -        | R2       | バーレーン・インターナショナル・サーキット | バーレーン       | 2月19日 | 中止                 | 中止                 | 中止                   | 中止                         |
| -        | R1       | バーレーン・インターナショナル・サーキット | バーレーン       | 3月12日 | 中止                 | 中止                 | 中止                   | 中止                         |
| -        | R2       | バーレーン・インターナショナル・サーキット | バーレーン       | 3月13日 | 中止                 | 中止                 | 中止                   | 中止                         |
| 2        | R1       | イモラ・サーキット                         | イタリア         | 3月19日 | ロマン・グロージャン | ロマン・グロージャン | ロマン・グロージャン   | DAMS                         |
| 2        | R2       | イモラ・サーキット                         | イタリア         | 3月20日 |                      | ロマン・グロージャン | ダニ・クロス           | レーシング・エンジニアリング |

※ラウンド2は2011年バーレーン騒乱の影響で、2月17日に中止が決定した。
※ラウンド3はF1・バーレーンGPのサポートレースとして開催予定だったが、バーレーンGP自体の開催が中止になったため、それに伴い中止された。
※のちに、イタリアのイモラ・サーキットでのレースが追加で開催されると発表された。

## レース結果とランキング

### チーム
- 太字はポールシッター、2ポイントを獲得。
- 斜体はファステストラップ、トップ10でフィニッシュしたドライバー、1ポイントを獲得。
- † はリタイア、完走扱い。